# Dreidimensionale Marke
Eine Dreidimensionale Marke oder Formmarke (umgangssprachlich 3D-Marke) ist eine Markenform gemäß § 6 MarkenV. Die Form ist im § 9 MarkenV geregelt.
Sie bestehen aus einer dreidimensionalen Gestaltung, beispielsweise der Form der beanspruchten Waren oder deren Verpackung.

## Allgemeines
Bei der Anmeldung müssen zwei übereinstimmende, zweidimensionale, grafische Wiedergaben der Marke beigefügt werden. Die Wiedergaben können bis zu sechs verschiedene Ansichten enthalten und sind auf einem Blatt Papier einzureichen.

## Beispiele
Folgende Marken waren oder sind aktuell eingetragene dreidimensionale Marken:
- Dimple Scotch Whiskey Flasche
- Coca-Cola-Konturflasche
- Granini-Flasche
- Lindt & Sprüngli Goldhase
- Nutella-Glas
- Odol-Mundwasserglas
- Verpackung von Capri-Sonne
- Verpackung von Ritter Sport
- Form der Toblerone-Schokolade
- Rocher-Kugel
- Duplo-Riegel
- Kitkat
- Lego-Minifigur[3]
- Form des DextroEnergy-Traubenzuckers
- Saint-Albray, französischer Käse in Blumenform
- Zauberwürfel (engl. „Rubik’s Cube“)[4][5]
- Form des „Stabilo Boss“ Textmarkers
- Rote Schleife
- Porsche Boxster
- VW Käfer
- WAGO Verbindungs-Klemme
- Wunder-Baum

## Rechtliche Fallbeispiele
- Form des Bounty-Schokoriegels[6]
- Form der Ritter Sport-Tafel[7]